# 浪子歌王
《浪子歌王》（英語：King Creole）是拍摄于1958年，由迈克尔·寇蒂斯执导，“猫王”埃尔维斯·普雷斯利主演的一部音乐剧电影。这是“猫王”的第四部电影，也是他的最后一部黑白电影,他在其中饰演了一名性格叛逆的歌手。影片于1958年7月2日发行，“猫王”的表演也获得评论家们的一致好评。

## 情节介绍

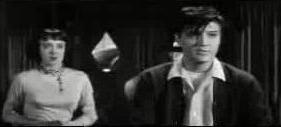
丹尼（埃尔维斯·普雷斯利）从麦克西手中救下朗妮(卡罗琳·琼斯)

19岁的高中生丹尼·费希尔（埃尔维斯·普雷斯利饰）和父亲与姐姐生活。母亲去世后，他的父亲辞去了药剂师的工作，全家搬到了新奥尔良。丹尼尔也在课余时间在一酒吧打工养家。一日早晨，他在酒吧工作时看到一女人被一无赖施暴，他勇敢地救下了她。那女人名叫朗妮（卡罗琳·琼斯饰），两人乘计程车区丹尼的学校途中，朗妮亲了丹尼，却遭到丹尼同学的取笑。丹尼殴打了其中一个同学，却被告知他不能毕业，他决定退学。
丹尼刚离开学校，就被三个男子截住。头领“鲨鱼”想为被丹尼殴打的兄弟报仇，反被丹尼打败。“鲨鱼”于是邀请丹尼入伙。丹尼和其他人去甜点吧偷窃，被一个叫耐莉的女吧台服务员注意到了，但她没有告发。丹尼假称有一个晚会想邀请耐莉，发现真相的耐莉很伤心，但仍承认还会和丹尼见面。
当天晚上，在工作的“蓝色阴影”俱乐部，丹尼又一次和朗妮相遇。此时朗妮是俱乐部老板麦克西·菲尔兹（沃尔特·马涛饰）的情人，她假装不认识丹尼，麦克西半信半疑，便让丹尼上台唱歌。丹尼一展歌喉，博得群众喝彩，也获得克里奥尔俱乐部的老板查理·莱格兰德的赏识，得到了在其俱乐部唱歌的工作。与此同时，丹尼的父亲重新获得了一份药剂师的职位，但总遭到老板的百般刁难，这让丹尼倍感尴尬和侮辱,更加坚定了去当歌手的决心。丹尼首演得到了成功，麦克西欲将丹尼拉拢到他的俱乐部唱歌，丹尼拒绝了。

## 演员表
- 埃尔维斯·普雷斯利(Elvis Presley)......丹尼·费希尔（Danny Fisher）
- 卡罗琳·琼斯(Carolyn Jones)......朗妮(Ronnie)